# Triaenodes dipsius
Triaenodes dipsius är en nattsländeart som beskrevs av Ross 1938. Triaenodes dipsius ingår i släktet Triaenodes och familjen långhornssländor. Inga underarter finns listade i Catalogue of Life.